# Josefa Goldar
Josefa Goldar Rey (Caldas de Reyes; 19 de mayo de 1905 – Buenos Aires; 11 de junio de 1992) fue una actriz de cine argentina de origen gallego, cuya familia emigró a Argentina en 1909. Fundó con su esposo Leónidas Barletta el Teatro del Pueblo, por cuyos escenarios pasaron muchas piezas consideradas revolucionarias para su época. Militante de izquierda, su debut en cine fue en el filme Los afincaos (1941) y más adelante participó en el reparto de varias películas en papeles secundarios. 

## Filmografía
- Los hipócritas (1965) .... Sra. Borello
- Orden de matar (1965) .... Dueña de pensión
- Los viciosos (1964) .... Mujer policía
- El octavo infierno ….Mujer celadora
- La murga (1963)
- Los inocentes (1963)
- Detrás de la mentira (1962)...Sra. Roca
- Delito (1962) .... Madre de Valdez
- Bajo un mismo rostro (1962)
- La novia (1961)
- Todo el año es Navidad (1960)
- Campo arado (1959)
- Procesado 1040 (1958) .... Doña María
- La hermosa mentira (1958)
- La despedida (1957)
- Oro bajo (1956)... Lucía
- Amor a primera vista (1956)
- Después del silencio (1956) ...Sra. Godoy
- Para vestir santos (1955)
- Los hermanos corsos (1955)
- Cuando los duendes cazan perdices (1955)
- El conde de Montecristo (1953)
- La mujer de las camelias (1954)
- La bestia debe morir (1952) .... Violeta
- Apenas un delincuente (1949)...Doña Emilia
- De hombre a hombre (1949)
- Los afincaos (1941)